# Stunts
 (mai 2015).
Si vous disposez d'ouvrages ou d'articles de référence ou si vous connaissez des sites web de qualité traitant du thème abordé ici, merci de compléter l'article en donnant les références utiles à sa vérifiabilité et en les liant à la section « Notes et références ».
Stunts (aussi connu sous le nom de 4D Sports Driving et 4D Driving) est un jeu vidéo de course automobile développé par Distinctive Software et édité par Brøderbund en 1990. À l'origine développé pour DOS, le jeu a ensuite été porté sur Amiga, FM Towns et PC-98.

## Historique
Stunts est programmé par Kevin Pickell. Vendu pour la première fois en 1990 on en connaît plusieurs versions car les éditeurs Brøderbund et Mindscape se sont échangé le copyright cédé par la société qui a créé le jeu et qui se nomme Distinctive Software. Ce studio était déjà l'auteur de Test Drive (1987). Stunts a été distribué aux États-Unis par Brøderbund en 1990 puis par Mindscape en Europe à partir de 1991.
La version 1.1 est la plus récente, c'est celle qui fut distribuée par Brøderbund en 1991 (elle est datée du 12 février). C'est aussi la meilleure car elle permet d'obtenir les meilleurs chronos possibles en compétition.[réf. nécessaire] Elle interdit de traverser les plafonds des tunnels et de perdre de l'énergie cinétique pendant les sauts vertigineux par exemple.

## Éditeurs de niveaux
L'Autrichien Markus Nagelholtz a écrit à la fin des années 1990 deux petits programmes, Trackblaster et Carblaster. Trackblaster permet de dessiner des circuits avec plus d'aisance et de créativité que ne l'autorise le simple éditeur inclus dans le jeu ; Carblaster permet de modifier les caractéristiques des voitures originales fournies par le jeu pour en créer de nouvelles mais ne permet pas d'en changer l'apparence.

## Véhicules proposés
Le jeu propose onze modèles de voitures :
- Acura NSX
- Audi Quattro Sport Coupe
- Chevrolet Corvette ZR1
- Ferrari GTO
- Jaguar XJR-9 IMSA Race Car
- Lamborghini Countach 25th Anniversary Edition
- Lamborghini LM002
- Lancia Delta Integrale
- Porsche 962 IMSA Race Car
- Porsche Carrera 4
- Porsche March IndyCar

## Personnages
En plus de pouvoir courir contre la montre, Stunts propose six bots de différents niveaux. Par ordre de difficulté croissante, on trouve ainsi :
- Squealin' Bernie Rubber
- Herr Otto Partz
- Smokin' Joe Stallin
- Cherry Chassis
- Helen Wheels
- Skid Vicious

Après la course, ces adversaires expriment leur joie en cas de victoire ou leur dégoût lors d'une défaite à l'aide de petites animations humoristiques.

## Postérité

### Événements
Malgré ses 19 ans, le jeu conserve une importante communauté de fans à travers le monde.[réf. nécessaire] De nombreux sites et forums internet organisent des compétitions en ligne, dans lesquelles les concurrents envoient leur capture vidéo par email pour être classés[réf. nécessaire]. Ces compétitions attirent des joueurs essentiellement européens et des sud-américains.[réf. nécessaire]
En 2004, 2005 et 2006, des meetings mondiaux consacrés au jeu ont été organisés. Ils ont eu lieu à Budapest (Hongrie), et à Aarhus (Danemark).

### Inspirations
Il existait déjà sur Commodore 64 Racing Destruction Set, d'Electronic Arts, sorti en 1985, en 3D isométrique, permettait aux joueurs de créer des circuits acrobatiques, l'écran pouvait se séparer en deux afin de permettre de jouer à deux simultanément.
Atari sort en 1988 en borne d'arcade, Hard Drivin', le premier jeux en perspective en temps réel, Stunt Car Racer, sort en 1989, permettant de jouer, via le port série entre deux micro-ordinateurs Amiga.
Ces trois jeux ont très probablement influencé Stunts, sorti en 1990.

### Autres jeux plus récents
Les divers jeux TrackMania (TrackMania, TrackMania Sunrise, TrackMania Nations et TrackMania United) ou Crashday reprennent également ces principes. Le jeu GripShift sur PSP et PlayStation 3 repose également sur le principe de Stunts. En effet, ces jeux incluent un outil pour construire ses circuits, permettant aux joueurs de construire des circuits avec rampes, loopings, tunnels et autres réjouissances ludiques similaires à celles de Stunts.
Il existe également des projets open-source ou seulement freeware (gratuit, mais sans code source disponible) pour recréer des Stunts modernes : Ultimate Stunts (logiciel libre sous licence GPL v2 inspiré de Stunts), ou Tile Racer (logiciel libre).